# Lophiodes caulinaris
El rape de rabo manchado o bocón de cola manchada es la especie Lophiodes caulinaris, un pez de la familia Lophiidae distribuido por la costa este del océano Pacífico, desde Baja California -en México- hasta el Perú.

## Anatomía
Con la forma típica de los peces de su familia, de color marrón oscuro con el vientre brillante, la cabeza y la primera parte del cuerpo están deprimidas, mientras que la parte posterior del cuerpo se va haciendo gradualmente más estrecha; la parte baja y laterales de la cabeza con numerosas espinas; tienen una longitud máxima normal de unos 50 cm, aunque se ha descrito un ejemplar de 40 cm.
Presenta varias espinas cefálicas aisladas en la primera aleta dorsal, la primera de las cuales ondea asemejando una caña de pesca con una escama que parece carnada con dos prominentes ojos oscuros, seguida de tres espinas cefálicas más finas y cortas conectadas por una membrana baja. Las aletas son más oscuras que el cuerpo pero pueden tener bordes brillantes, la aleta caudal con una fila vertical de seis puntos pálidos.

## Hábitat y forma de vida
Es un pez marino que vive posado sobre el lecho marino, en un rango de profundidad entre 15 y 311 metros; los juveniles y adultos son bentónicos sobre la plataforma continental y en las partes altas del talud continental. Son peces ovíparos que abandonan los huevos en masas gelatinosas a la deriva, de los que eclosionan unas larvas planctónicas.

## Pesca
Es una especie poco pescada, normalmente con palangre de arrastre, alcanzando un precio muy alto en el mercado.